# یودایپورا
یودایپورا (به انگلیسی: Udaipura) یک زیستگاه انسانی در هند است که در Raisen district واقع شده‌است.

## خصوصیات
یودایپورا ۱۳٬۷۹۰ نفر جمعیت دارد و ۳۲۱ متر بالاتر از سطح دریا واقع شده‌است.